# Eriosoma multilocularis
Eriosoma multilocularis är en insektsart. Eriosoma multilocularis ingår i släktet Eriosoma och familjen långrörsbladlöss. Inga underarter finns listade i Catalogue of Life.